# Adile-Sultan-Palast

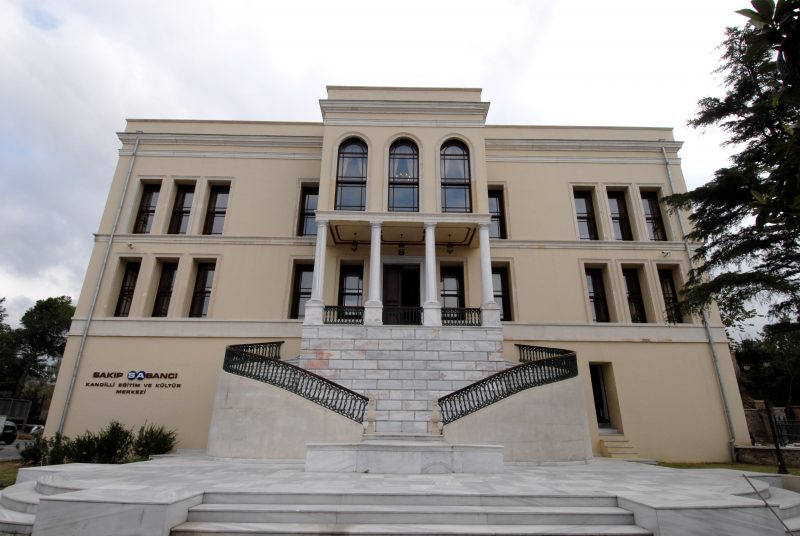
Adile-Sultan-Palast

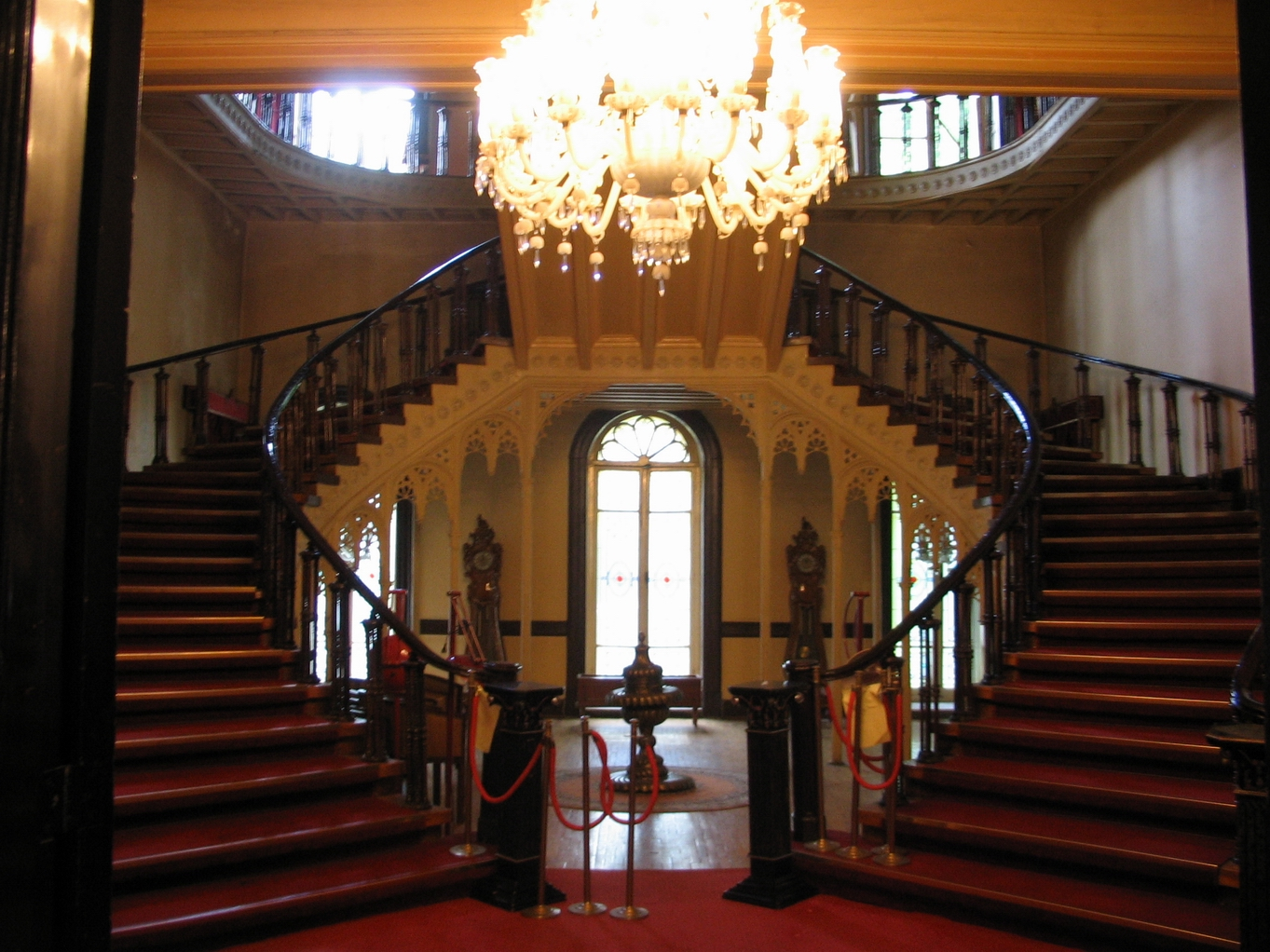
Empfangshalle

Der Adile-Sultan-Palast (türkisch Adile Sultan Sarayı) ist ein ehemaliger Wohnsitz der osmanischen Prinzessin Adile Sultan aus dem Jahr 1861. Adile Sultan schenkte das Gebäude dem Staat mit der Auflage, es für das Anatolische Kandilli Mädchengymnasium (türkisch Kandilli Kız Anadolu Lisesi) zu nutzen. Heute ist dort ein Kultur- und Veranstaltungszentrum untergebracht.

## Lage
Der kleine Palast liegt im Stadtviertel Kandilli im Istanbuler Stadtbezirk Üsküdar. Der Palast steht an einem der ehemals prominentesten Plätze Istanbuls auf dem Hügel einer Landzunge am asiatischen Ufer des Bosporus. Von hier aus hat man einen weiten Blick über die Meerenge.

## Geschichte
Der Palast wurde von dem Hofarchitekten Sarkis Balyan 1861 für die osmanische Prinzessin Adile Sultan (1826–1899) erbaut. Sie war die Tochter von Sultan Mahmud II. und Schwester der Sultane Abdülmecid I. und Abdülaziz. Das Gebäude wurde anstelle eines alten Kiosks erbaut, den ihr Sultan Abdülmecid im Jahr 1856 geschenkt hatte. Den Auftrag zum Neubau gab dann Sultan Abdülaziz an den Architekten Balyan. Der Palast hat 55 Räume und wurde auf einem Grundstück von 17.000 m² errichtet.
Adile Sultan lebte hier bis zum Tod ihres Ehemannes, des Großwesirs Mehmed Ali Pascha, im Jahr 1868. Anschließend verschenkte sie die Residenz an den osmanischen Staat mit der Maßgabe, das Gebäude nach ihrem Tod zu einer Mädchenschule umzubauen. Bevor das Bauwerk dafür genutzt wurde, war es eine Zeit lang während des Ersten Weltkriegs Teil des Kriegsministeriums.
Im Jahr 1916 wurde das Gebäude dann zu der Sekundarschule für Mädchen Adile Sultan İnas Mekteb-i Sultanisi (dt. Kaiserliche Mädchenschule Adile Sultan). Die ersten Absolventinnen verließen die Schule 1920. Vier Jahre später benannte man die Schule nach Gründung der Republik in Sekundarschule Kandilli um. 1931 wurde die Schule zum Mädchengymnasium Kandilli. Im Jahr 1968 zog die Schule in ein neues Gebäude um und der ehemalige Palast wurde zum Schlafhaus für die Internatsschülerinnen des Lyzeums. 1986 brannte das Haus aufgrund eines Kurzschlusses bis auf die Grundmauern nieder und blieb als Ruine erhalten.
Ehemalige Schülerinnen der Schule gründeten kurz darauf eine Stiftung und sammelten Gelder zum Wiederaufbau. 1996 wurde mit den Bauarbeiten begonnen, doch die Kosten konnten mit den Spendengeldern nicht gedeckt werden und so stockte der Wiederaufbau immer wieder. Erst Spenden des Großindustriellen Sakıp Sabancı und Zuschüsse des Valis (Gouverneur) von Istanbul Muammer Güler ermöglichten den Fortgang der Bauarbeiten. Doch wieder geriet der Aufbau ins Stocken und erst eine weitere Spende der Sabancıs führten endlich zur Vollendung der Rekonstruktion. Der Wiederaufbau des Adile-Sultan-Palasts dauerte zehn Jahre und kostete 9,5 Millionen Türkische Lira (ca. 5 Mio. Euro). Die Wiedereröffnung konnte erst 20 Jahre nach dem Brand am 28. Juni 2006 gefeiert werden.
Heute trägt das Gebäude den Namen „Sakıp Sabancı Kandilli Bildungs- und Kulturzentrum“. Das Zentrum ist 5.625 m² groß und besitzt einen ovalen Saal für 500 Menschen für Tagungen und Bankette, zwei weitere Konferenzräume für je 200 Menschen, einen 1.300 m² großen Saal für Empfänge und Ausstellungen, sowie 20 Seminarräume mit 30 bis 40 Sitzplätzen, ein Museum, einen Speisesaal für 150 Menschen und ein Restaurant mit 60 Sitzplätzen. Der Garten bietet Platz für 2.000 Menschen.